# わたしたちの近畿
わたしたちの近畿（わたしたちのきんき）は、毎日放送（MBS）で放送された社会科小学校4年生向け教育番組である。

## 概要
- 近畿地方における地域開発、環境問題、地理などについて、映像資料とMBSアナウンサー（主に板倉俊彦アナウンサー、晩期は加藤康裕アナウンサーが担当）のナレーションを交えて説明した。
- この番組の制作にあたっては、大阪府・大阪市の教育関係者で構成する企画委員会でテーマや内容を決め、近畿2府4県と3政令指定都市[1]の教育委員会の協力を得て放送していた。
- MBSは番組制作とともに授業内容に沿った視聴補助資料を編纂し、教師用テキストとして学校に配布していた。

## 番組の歴史
- この番組の源流となったのは1972年4月から放送を開始した『4年生の社会科』で、月曜日の10時40分からの20分番組として放送され、火曜日にも再放送が行われていた。
- 1973年11月に当時ネットワークを組んでいた日本教育テレビ（NET）が教育専門局から総合局へ移行したことにより、1974年3月に学校放送は廃止されたが、MBSがローカルで放送していた『4年生の社会科』は学校現場からの強い要望もあって存続し、1974年4月より『わたしたちの近畿』へタイトルを変更するとともに、毎週金曜日午前中の15分番組となった。
- 1992年に当時MBSが参加していた民間放送教育協会（民教協）から脱退[2]したが、MBSはテレビ開局時に準教育局としてスタートした名残から独自に「毎日放送テレビ教育会議」という組織をもっており、民教協脱退後もこの組織の活動は継続していたため、当番組の放送は続けられていた。
- しかし、学校現場と民間放送との距離が疎遠になってゆく状況から2000年3月に毎日放送テレビ教育会議の活動を終了し、これとともに当番組の放送は終了した。